# Fox terrier
O Fox Terrier é uma raça de cão médio-pequeno, originária da Inglaterra.
O tamanho do macho varia entre 37 e 40 cm e pesa geralmente oito quilos. A fêmea é ligeiramente mais baixa e pesa aproximadamente sete quilos.
O Fox Terrier é um cão forte, inteligente, teimoso, persistente, destemido, ativo, afetuoso e, acima de tudo, muito amigo e protetor de seu dono. Apesar de muito amigo do dono, isso não significa que seja um cão de um dono só, pois integra-se muito bem com a família toda, acatando melhor as ordens de quem lhe impõe disciplina e as regras de quem lhe dá carinho.
É um cão com tendência para a guarda e a defesa. Como possui enorme energia, é quase impossível que ele consiga ficar parado cinco minutos seguidos. É indicado para uma família com tempo para o exercitar, passear e brincar, pois é um forte desportista. Se for deixado muito tempo sozinho pode tornar-se destrutivo, estressado e muito barulhento.
São preguiçosos em caso de pulso menos firme.
São cães muito inteligentes, sensíveis e muito equilibrados, tendo uma personalidade muito hierárquica, tornando a convivência com outros cães muito complicada, com possibilidade da ocorrência de brigas. É um cão que aprende muito depressa, mas prefere, na maior parte das vezes, fazer à sua maneira. Na sua educação, o dono tem de ter pulso firme, pois em caso contrário o cão só vai obedecer para ser recompensado.
Quanto à saúde, como a maior parte dos terriers, o Fox Terrier é um cão muito resistente, não tendo muita tendência a adoecer. Por ser um cão resistente, muitos de sua raça chegam a passar dos 15 anos de idade, alguns chegando até mesmo aos 20. Fox Terrier é também muito conhecido por ser a raça do cão de Tintin, a personagem mais bem-sucedida da Herge e até de 1920-1930 nos quadrinhos.